# Anna von der Asseburg

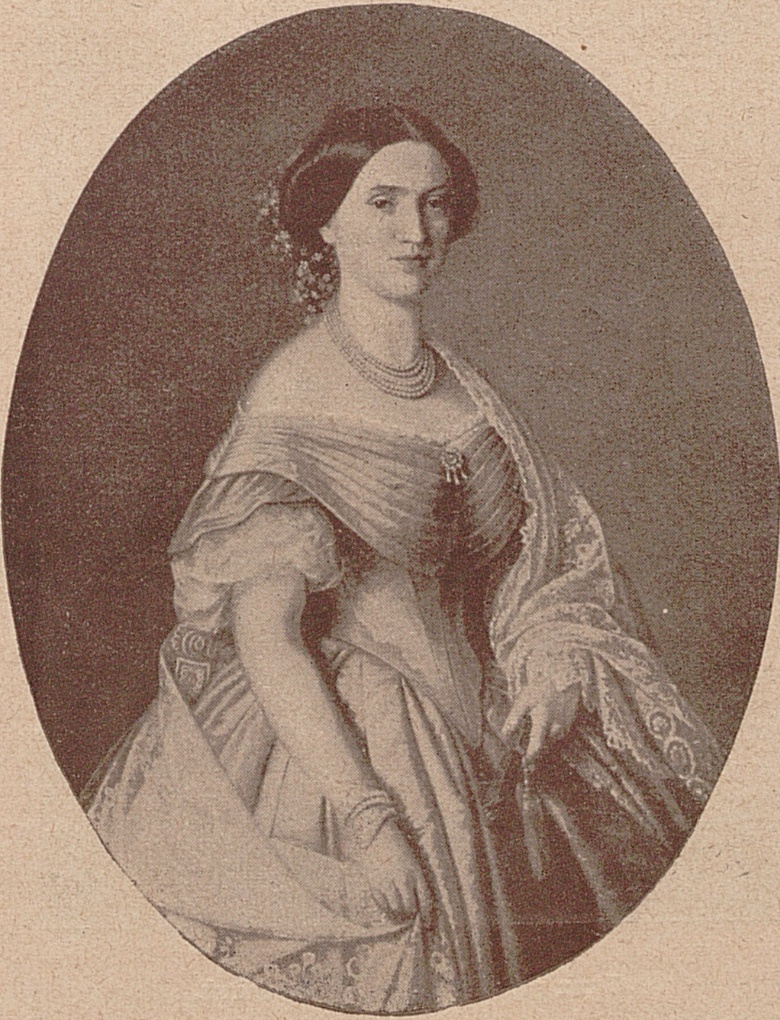
Anna von der Asseburg

Anna Maria Rosalia Ferdinande Gräfin von der Asseburg, geb. von Kleist, (* 18. Juni 1830 in Neudek; † 13. Dezember 1905 in Bad Bielohrad) war von 1869 bis 1881 Besitzerin der Herrschaft Neudek mit Tüppelsgrün. Ferner besaß sie ab 1885 die Herrschaft Bělohrad in Ostböhmen.

## Leben
Anna war das einzige Kind des Heinrich Freiherrn von Kleist (1797–1876) aus dem Redel-Böhmischen Seitenzweig, dessen Mutter eine Freiin von der Asseburg aus Gunsleben war, und der Anna Veith, Tochter des Großgrundbesitzers und Textilunternehmers Jakob Veith, der Tüppelsgrün 1828 von seinem Schwager Friedrich Ritter von Neupaur erworben hatte. Sie wuchs in Tüppelsgrün auf, dessen Schloss wohnlicher als jenes in Neudek war. Als das Neudeker Schloss 1857 niederbrannte, ließ es ihr Vater wiederaufbauen.
Am 28. Februar 1854 heiratete Anna Freiin von Kleist in Neudek den in Meisdorf geborenen Bernhard Friedrich Asche Wolf Graf von der Asseburg. Am 1. März 1869 übertrug der Vater ihr die Herrschaft Neudek mit Tüppelsgrün. Ihr Ehemann starb jedoch bereits am 13. November 1869 in Neudek im Alter von 38 Jahren, so dass sie allein die Verwaltungsgeschäfte in die Hand nehmen musste. U. a. gründete sie ein Waisenhaus in Neudek als Anna-Bernhard-Waisenhausstiftung. Am 30. September 1881 verkaufte sie Neudek und Tüppelsgrün nebst dem Gut Oberchodau an den jüdischen Bankier Moritz Freiherr von Königswarter aus Wien und zog nach Ostböhmen.
Beigesetzt wurde sie im Asseburg'schen Erbbegräbnis in Meisdorf. Im Rittersaal der Burg Falkenstein (Harz) ist ein Fenster mit dem Kleist'schen Wappen dem Ehepaar gewidmet.

## Wohnsitze

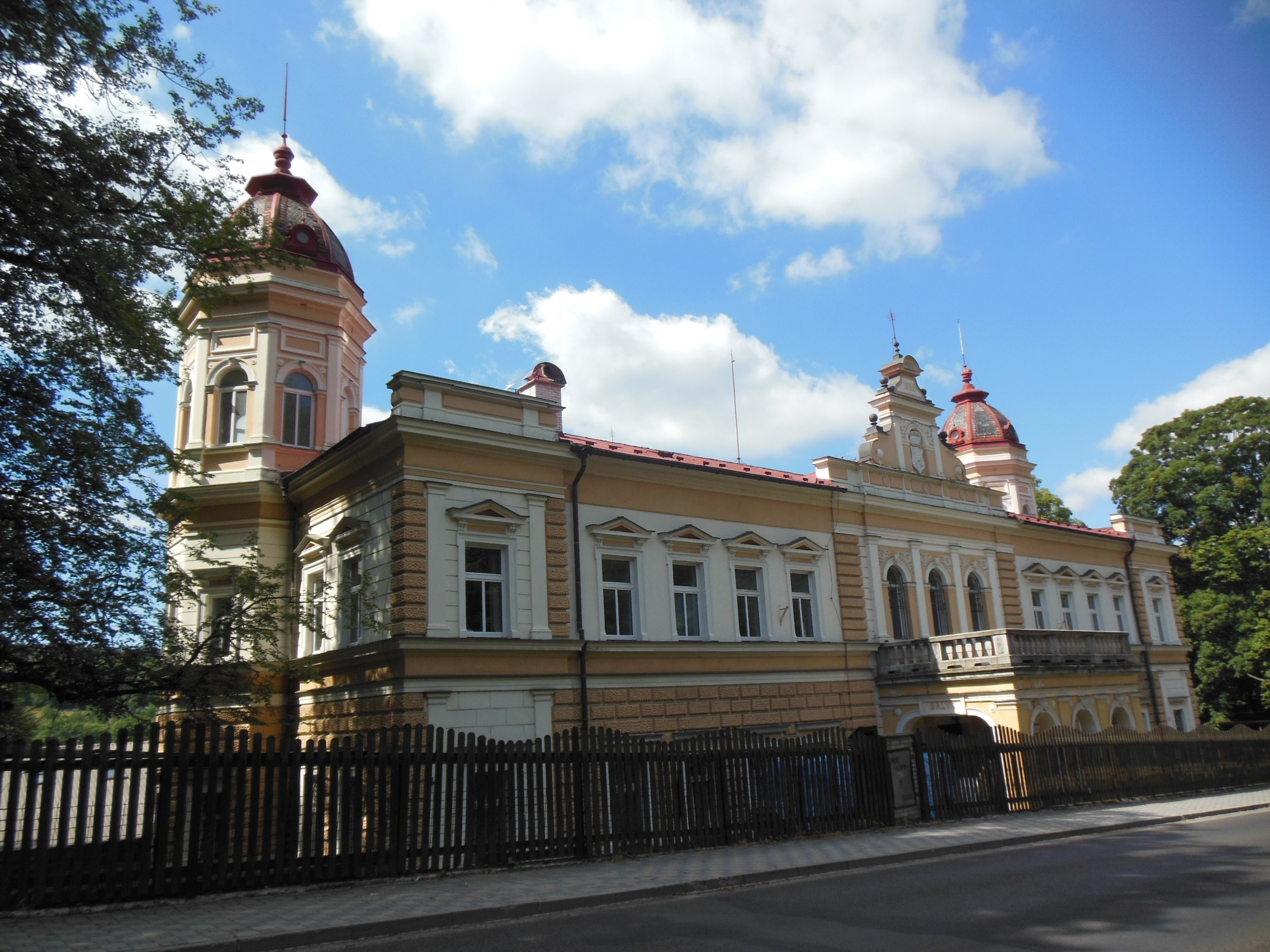
Neues Schloss Neudek
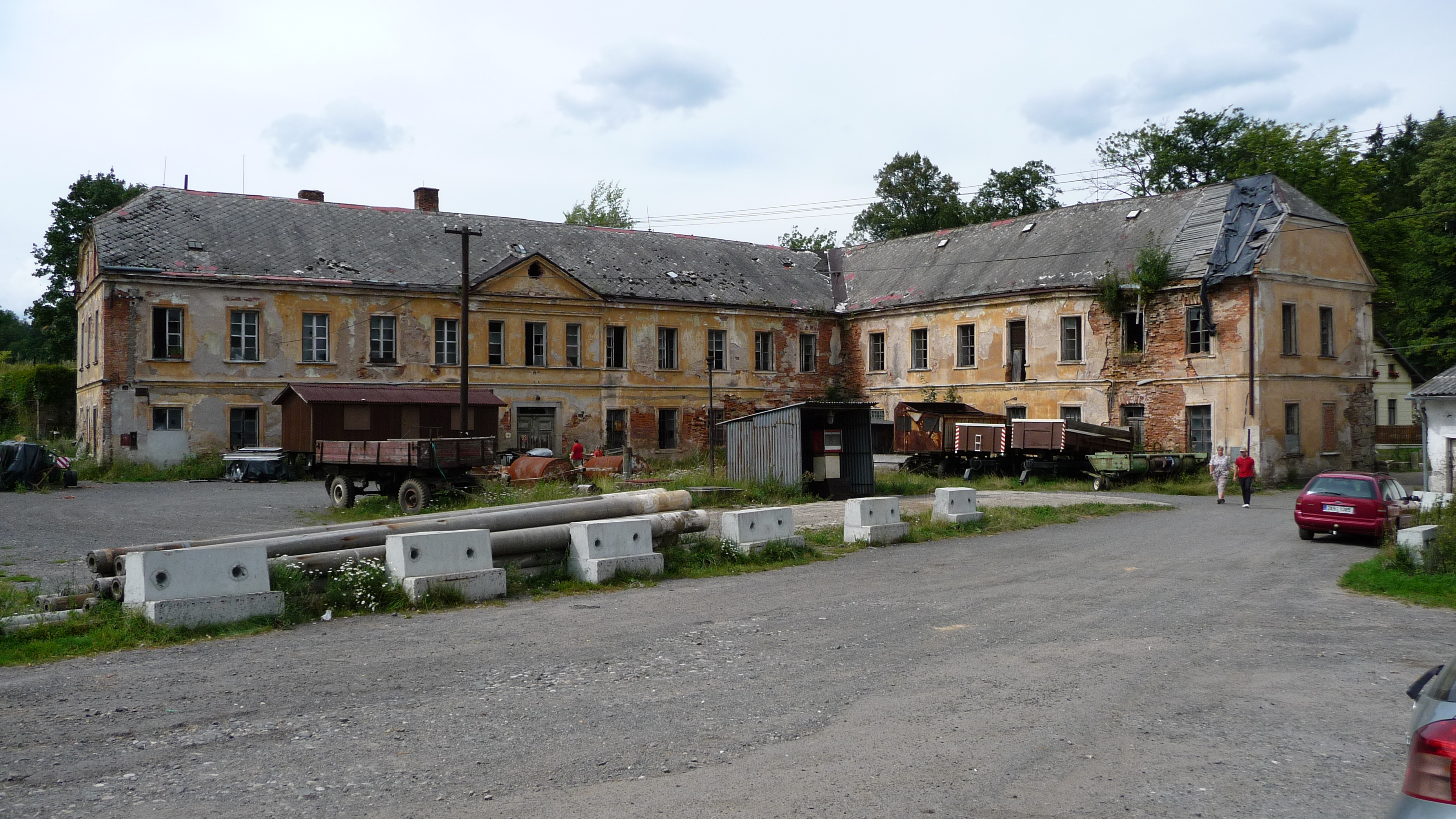
Neues Schloss Tüppelsgrün
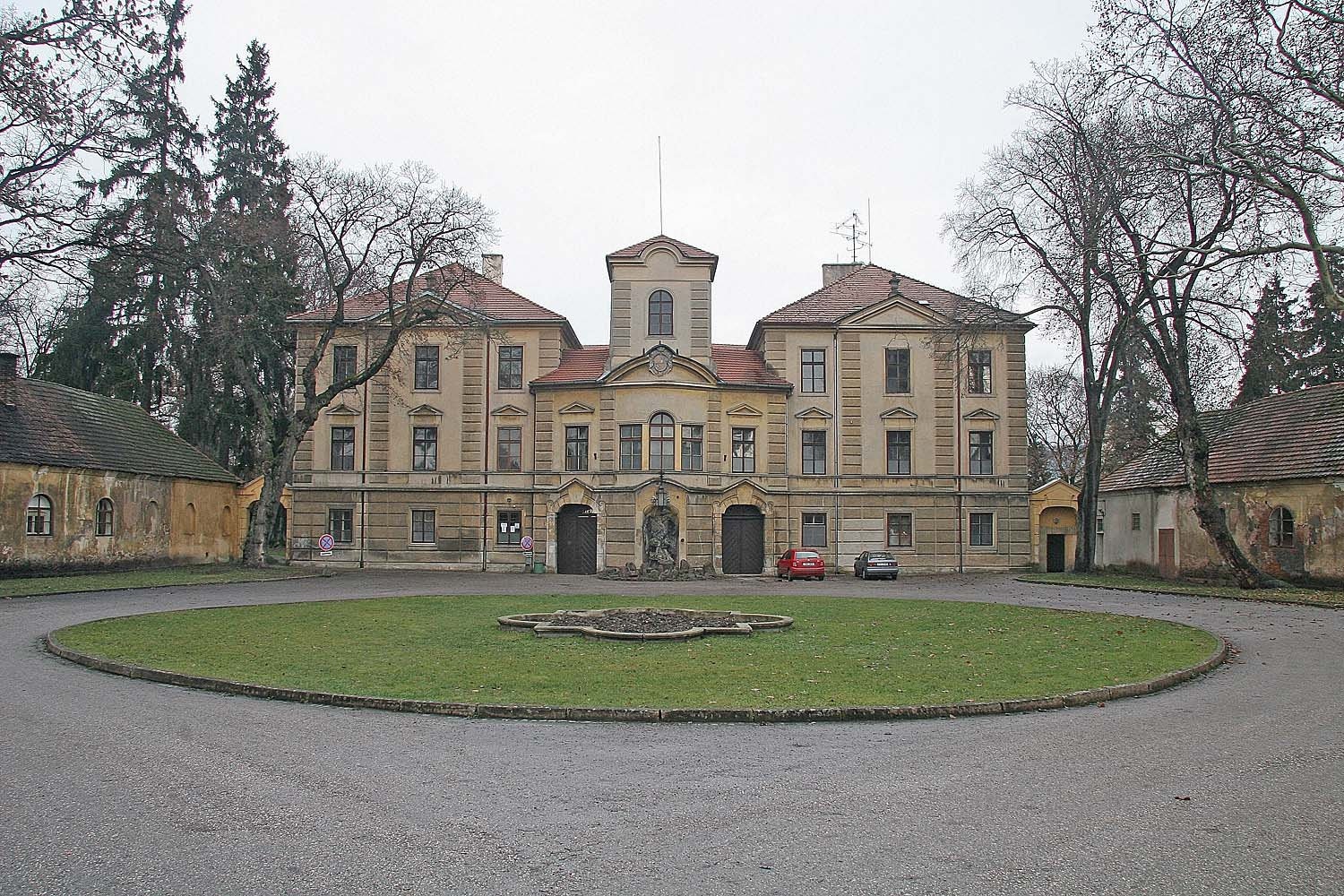
Schloss Bielohrad